# Katastrofa autobusów w La Libertad
Katastrofa autobusów miała miejsce 22 lutego 2010, w Virú w peruwiańskiej prowincji La Libertad. W katastrofie zginęło około 38 osób, a 55 zostało rannych.
Do zdarzenia doszło we wczesnych godzinach porannych na panamerykańskiej autostradzie, kiedy dwa autobusy zderzyły się czołowo. Autobusy przewoziły po 70 i 80 osób. Podczas wypadku panowały niekorzystne warunki atmosferyczne. Na miejscu przez kilka godzin działały ekipy ratunkowe, a osoby ranne przewieziono do szpitala.